# Saharon Shelah
Saharon Shelah (שהרן שלח) (né le 3 juillet 1945 à Jérusalem) est un mathématicien israélien. Il est professeur à l’université hébraïque de Jérusalem et à l’université Rutgers dans le New Jersey aux États-Unis.

## Travaux
Shelah travaille en logique mathématique, notamment en théorie des modèles et en théorie des ensembles.
En septembre 2017, sa page internet recense 1124 articles mathématiques et 220 coauteurs.
Les travaux de Shelah sont des contributions fondamentales à la théorie des modèles et la théorie des ensembles. En théorie des modèles, il a développé la "théorie de la classification" qui lui a permis de démontrer la conjecture de Morley. Les outils et les concepts qu'il a introduits avec la théorie de la stabilité ont profondément transformé le sujet. Repris, puis développés par d'autres (notamment Ehud Hrushovski et Boris Zilber), ils ont donné naissance à la théorie des modèles géométrique et à ses applications à la géométrie algébrique. En théorie des ensembles, il a introduit la notion de forcing propre, un outil important pour la méthode du forcing itéré. Bien que de nombreux énoncés d'arithmétique des cardinaux soient indécidables (telle l'hypothèse du continu), la théorie PCF (en) (possible cofinalities) de Shelah lui a permis de démontrer dans ZFC de nouveaux résultats sur l'exponentiation des cardinaux. Avec Maryanthe Malliaris, il démontre l'égalité des cardinaux 𝖕 et 𝖙.
Shelah a construit un groupe de Jonsson : un groupe non dénombrable dont tous les sous-groupes propres sont dénombrables. Il a montré que le problème de Whitehead (en) était indécidable dans ZFC. Il a donné les premières bornes primitives récursives pour les nombres de van der Waerden. Il a étendu le théorème d'impossibilité d'Arrow sur les systèmes de vote.

## Prix et distinctions
- Premier lauréat du Prix Erdős, en 1977[4].
- Prix Karp, de l'Association for Symbolic Logic (1983).
- Prix Israël, en mathématiques (1998)[5].
- Prix Bolyai (2000)[6].
- Prix Wolf de mathématiques (2001)[7].
- Prix EMET pour les Arts, les Sciences et la Culture (he), en 2011[8].
- Prix Leroy P. Steele pour une « contribution majeure dans la recherche », de l'American Mathematical Society (2013)[9].
- Médaille Hausdorff de l'European Set Theory Society, partagé avec Maryanthe Malliaris (2017).
- Prix Rolf Schock de l'Académie royale des sciences de Suède (2018)[10].